# 사이언톨로지교

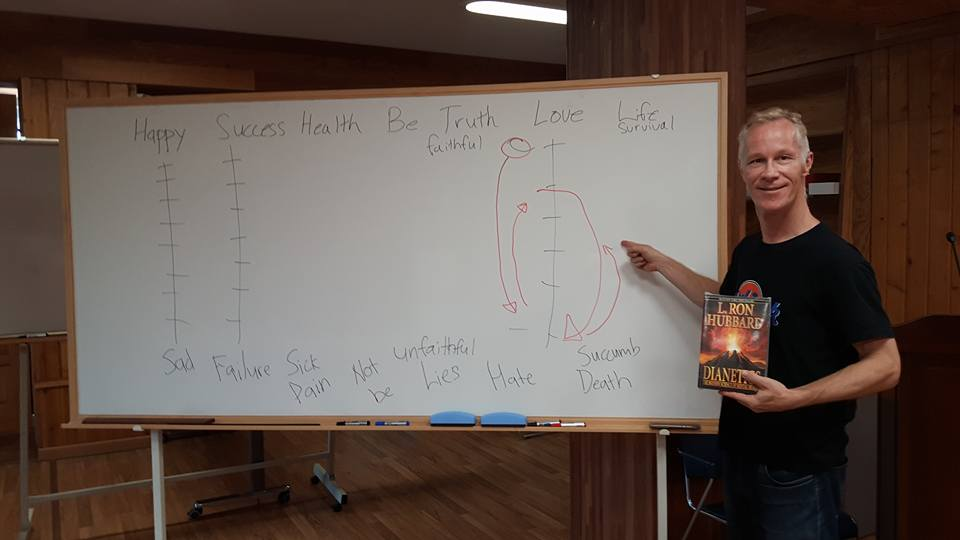
다이어네틱스 세미나, 2016 청평

사이언톨로지교(Church of Scientology)는 L. 론 허버드가 1954년에 창시한 사이언톨로지를 실천하는 종교이다. 인간은 영적 존재라고 믿으며, 과학기술을 통한 정신치료와 윤회도 믿고 있는 종교로 알려져 있다. 스스로의 표현에 따르면 ‘사이언톨로지’의 뜻은 ‘진리탐구’이다. ‘라틴어: scio 스키오[*](깨달음)’과 ‘그리스어: λόγος logos(로고스)[*]’ (신의 계시 혹은 ‘이성’)를 모티브로 한 종교라고 서술돼 있다.
이들의 설명에 따르면, 과학적이고 심령학적인 8단계 과정을 거치면 우주 속 '그리스어: Thetan 테탄[*]'(영혼, 상징으로 표현하면 ‘θ’)에 이르며 죽음으로부터 벗어난다고 한다. 현존하는 우주는 메스트(Mest)로부터 왔으며, 그것은 물질, 에너지, 공간 그리고 시간으로 구성돼 있어 테탄(Thetan)의 도움을 얻어 생명력을 유지한다고 말한다. 테탄은 사람에 붙어 살며, 죽지 않는 존재이고 온갖 악으로부터 육신을 보호한다고 한다.
이렇듯 ‘사이언톨로지’ 이론에 따르면, 세 가지 객체가 사람 속에 존재하는데 하나는 테탄(불멸의 영혼), 또 하나는 마인드(Mind, 사고력), 그리고 마지막 하나가 육신(죽음을 앞둔 유한적인 몸체)이다. 론 허버드는 "육신이 죽음을 피하려면 누군가가 개발한 E-머신을 활용해 정신분석을 하고 이를 통해 변해야 한다"고 말한다.
사이언톨로지의 목표는 사람들을 청명한 상태로 만들어 전쟁, 범죄, 마약 등이 사라지게 하는 것이다.
전 세계적으로 약 10만~20만의 신자가 있는 것으로 추정되며,, 배우 톰 크루즈, 존 트라볼타 등 적지 않은 유명인이 신자인 종교로 관심을 끌고 있다

## 미국 이외 국가의 사이언톨로지
- 현재 사이언톨로지교의 아시아 지역 본부는 호주에 있다.
- 사이언톨로지교는 대부분의 국가에서 종교로 인정 받고 있다. 사이언톨로지스트들은 결혼하여 상담을 할 수 있다.
- 프랑스와 독일에서 집회 금지명령을 받았으며 종교로서 사이언톨로지교를 인정하지 않는다.
- 동아시아 지역의 경우 일본과 중화민국에 진출하여 있고 대한민국 현재 사이언톨로지교가 활동이 있고 아마도 본부  있으며[2], 신도의 존재도 보고되고 있다.[3]
- 대부분의 사람들은 사이비라고 주장하지만, 누구는 과학이라고 한다. 미국 내를 제외하고는 사이비 종교가 맞다.[4]